# Sapucaia do Sul
Sapucaia do Sul is een gemeente in de Braziliaanse deelstaat Rio Grande do Sul. De gemeente telt 139.476 inwoners (schatting 2017).

## Aangrenzende gemeenten
De gemeente grenst aan Cachoeirinha, Esteio, Gravataí, Nova Santa Rita, Novo Hamburgo, Portão en São Leopoldo.

## Verkeer en vervoer
De plaats ligt aan de wegen BR-116, BR-448 en RS-118.

## Geboren in Sapucaia do Sul
- Alcindo Martha de Freitas, "Alcindo" (1945), voetballer
- Douglas Costa (1990), voetballer